# Adrian Klepczyński
Adrian Klepczyński (ur. 1 kwietnia 1981 w Częstochowie) – polski piłkarz występujący na pozycji obrońcy. Od 2018 gra w RKS Radomsko.
Jego klubami były m.in. Piast Gliwice, Raków Częstochowa, Warta Działoszyn, RKS Radomsko, Stal Głowno, Widzew Łódź oraz Polonia Bytom.